# Sekretess
Sekretess är beteckningen på information som inte ska lämnas ut och därför inte blir allmänt tillgänglig. 
Sekretessbelagd uppgift innebär tystnadsplikt för den som har eller har fått befattning om uppgiften. Sekretess kan tillämpas för att skydda stat, företag, myndighet eller privatperson.
Sekretess är utformad olika i olika stater. Vissa utgår från att allt är belagt med sekretess och att rätten att få ta del av information är en form av ynnest som staten kan medge. Typiska exponenter för denna syn var Tsarryssland och senare Sovjetunionen, Nazityskland och idag Kina.[källa behövs]
I Sverige innebär offentlighetsprincipen en motsatt utgångspunkt. Det finns dock åtskilliga undantag i lag, närmare bestämt i offentlighets- och sekretesslagen (OSL).

## Sverige
Huvudregeln i Sverige är att handlingar som förvaras hos stat eller kommun är offentliga. Det kallas offentlighetsprincipen. Den kommer till uttryck i 2 kap 1 § tryckfrihetsförordningen, där det anges att varje svensk medborgare ska ha rätt att ta del av allmänna handlingar.  Offentlighetsprincipen utsträcks till att omfatta kommunala bolag, men de flesta statliga bolag omfattas inte.
Den äldre sekretesslagen (1980:100) upphävdes den 30 juni 2009 och ersattes av offentlighets- och sekretesslagen (2009:400) (OSL). De båda lagarna utgör undantag till offentlighetsprincipen. Den nya lagen innehåller i allt väsentligt liknande bestämmelser som den gamla lagen och innebar varken en utvidgning eller minskning av sekretessens omfattning. På senare år har dock sekretessens omfattning utvidgats något, som en följd av Sveriges förpliktelser i EU-samarbetet när det gäller rättsligt samarbete.

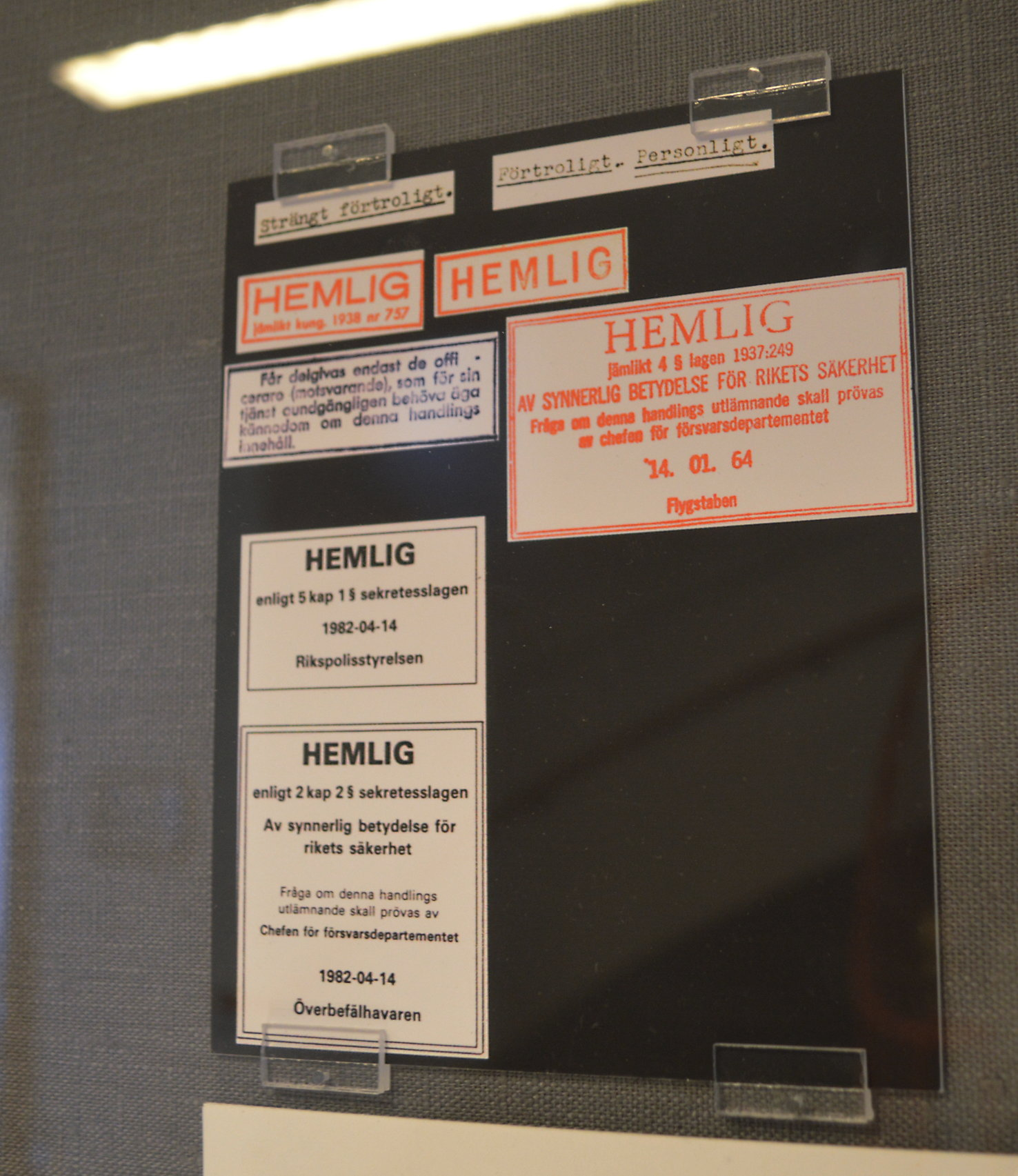
Collage av äldre sekretessmarkeringar - utställning på Krigsarkivet, entréfoajén, i Stockholm. Märkning av denna typ underlättar för olika myndigheters anställda att hantera hemlig uppgift i sin information.

Begäran att få ta del av allmän handling görs hos den myndighet som förvarar handlingen. 
Begäran prövas av samma myndighet. Myndighet får inte efterforska vem han är eller vilket syfte han har med sin begäran i större utsträckning än vad som behövs för att myndigheten skall kunna pröva om hinder föreligger mot att handlingen lämnas ut.
En myndighet ska därför på begäran av en enskild lämna uppgift ur en allmän handling som förvaras hos myndigheten, om inte uppgiften är sekretessbelagd eller det skulle hindra arbetets behöriga gång.
Bestämmelserna om sekretess finns i avdelningarna IV–VI offentlighets- och sekretesslagen.

### Sekundär sekretess
Om en handling eller uppgift hos myndighet omfattas av sekretess föreligger så kallad primär sekretess. Frågan uppstår nu om sekretessen kvarstår då denna handling eller uppgift överlämnas till en annan myndighet, om sekretess fortfarande föreligger kallas det sekundär sekretess.
Offentlighets- och sekretesslagens 11 kap behandlar sex olika fall då sekundär sekretess föreligger:
1. Då en myndighet utövar tillsyn eller revision hos annan myndighet och får kännedom om hemliga uppgifter.
2. Sekretessen överförs även till andra myndigheter som erhåller ärenden vilka rör disciplinansvar mm.
3. När en myndighet behöver få tillgång till hemliga uppgifter för att bedriva forskning.
4. Hemliga uppgifter som Arkivmyndigheter övertar som arkivmaterial från andra myndigheter.
5. När ett organ som innehade hemliga uppgifter läggs ned så omfattas dess sekretess av den myndighet som övertagit uppgifterna.
6. Då en myndighet erhåller hemliga uppgifter i samband med förhandling med löntagarorganisation.[6]

### Företag och organisationer
Utom för kommunala bolag finns det ingen offentlighetsprincip utanför den offentliga sektorn, med undantag för Svenska kyrkan som valt att inomkyrkligt tillämpa en offentlighetsprincip. Företag och organisationer har ingen skyldighet att lämna ut information, inte ens till sina medlemmar. Aktiebolagslagen reglerar vilken information ett aktiebolag måste ge sina aktieägare. 
Utanför den offentliga sektorn finns heller inget meddelarskydd.

## Kina
Folkrepubliken Kina har ett utförligt regelverk för beskyddandet av statens sekretessbelagda uppgifter, basen i detta regelverk är lagen om skyddande av statliga hemligheter (保守国家秘密法; bǎoshǒu guójiā mìmì fǎ). 
I §35 av Bestämmelser för implementering av lagen om statliga hemligheter (国家秘密法实施办法; guójiā mìmì fǎ shíshī bànfǎ) preciseras att ”förmedlandet av statliga hemligheter avser ett brott mot sekretesslagen samt andra relevanta lagar och bestämmelser genom: 1. orsakandet av att någon som inte bör ha kännedom om statliga hemligheter får kännedom om statliga hemligheter. 2. orsakandet av spridandet av statliga hemligheter utanför de bestämda gränserna för dessa, utan att kunna bevisa att ingen som inte bör ha kännedom om statliga hemligheter har fått kännedom om dessa.”

### Strafflag
Folkrepubliken Kinas strafflag (中华人民国刑法; zhonghua renminguo xingfa) gör en gradskillnad mellan förmedlandet av statshemligheter med uppsåt och utan uppsåt, båda dessa företeelser bedöms emellertid som allvarliga lagbrott och är straffbara. Straffskalan spänner hela vägen från böter för mildare företeelser till livstids fängelse för de som införskaffat statshemligheter för utländska parters räkning. 

### Kommunistpartiets regelverk
§138 av Kinas kommunistpartis regelverk för disciplinåtgärders (中国共产党纪律处分条例; zhongguo gongchandang jilü tiaoli) specificerar att förlorandet av sekretessbelagt material, eller förmedlandet av parti- eller statshemligheter kan leda till allvarliga disciplinära åtgärder, i värsta fall uteslutande ur partiet. Allvarligare företeelser anmäls dessutom till myndigheterna och kan få juridiska påföljder.

### Regelverk för statligt anställda
I §35 av Lagen för beskyddandet av statliga hemligeter i Folkrepubliken Kina  (中华人民共和国保守国家秘密法; zhōnghuá rénmín gònghéguó bǎoshǒu guójiā mìmìfǎ) delas statliga anställda som hanterar statliga hemligheter in i tre grupper: personal med tillgång till topphemligt material (核心涉密人员; héxīn shèmì rényuán), personal med tillgång till viktigt hemligt material (重要涉密人员; zhòngyào shèmì rényuán) samt personal med tillgång till allmänt hemligt material (一般涉密人员; yìbān shèmì rényuán). I §37 och 38 regleras anställda som delgivits hemligt material under deras tid som anställd, och beroende på graden av hemligt material kan en person även omfattas av regler efter sin tid som anställd på en statlig myndighet. Resor till utlandet skall godkännas av respektive myndighet och kan nekas om sagd person haft tillgång till material som myndigheter belagt med hög sekretess. Byte av arbetsplats omfattas även av regler beroende på vilken typ av material personen i fråga haft tillgång till.
För statligt anställda som bevistar utlandet finns det tydliga regler för vad som kan sägas och inte sägas. I en handbok i sekretess för parti- och statligt anställda (党政机关工作人员保密须知; dǎngzhèng jīguān gōngzuò rényuán bǎomì xūzhī) instrueras respektive anställd att inte tala om interna hemligheter eller angelägenheter, att vara mycket försiktiga med hur de hanterar information de tar med sig i form av fysiskt eller digitalt material (vilket inkluderar att inte använda digital utrustning från tredje part). Överlag instrueras anställda av parti och stat att vara försiktiga när de är i kontakt med folk i utlandet, och att inte under några omständigheter sprida känslig information.

## Fotnoter
1. ↑  https://lagen.nu/1949:105#K2P1
2. ↑  https://lagen.nu/2009:400
3. ↑  https://lagen.nu/1949:105#K2P14S2
4. ↑  https://lagen.nu/2009:400#K6P4
5. ↑  https://lagen.nu/2009:400#K15
6. ↑  https://lagen.nu/2009:400#K13
7. ↑  Folkrepubliken Kinas lag om skyddande av statliga hemligheter, kinesisk text. Läst 2013-05-25.
8. ↑  Bestämmelser för implementering av lagen om statliga hemligheter, kinesisk text. Arkiverad 17 mars 2007 hämtat från the Wayback Machine. Läst 2013-05-25.
9. ↑  Kinas kommunistpartis regelverk för disciplinåtgärder, kinesisk text. Arkiverad 26 november 2012 hämtat från the Wayback Machine. Läst 2013-05-25.
10. ↑  Lagen för beskyddandet av statliga hemligeter i Folkrepubliken Kina, kinesisk och engelsk text. Arkiverad 31 oktober 2011 hämtat från the Wayback Machine. Läst 2013-05-26.
11. ↑  党政机关工作人员保密须知, kinesisk text. Arkiverad 28 juli 2013 hämtat från the Wayback Machine. Läst 2013-05-26.